# محلة

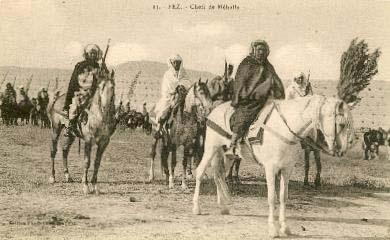
قائد محلة ومجموعة مقاتلين، الجهة الشرقية.

محلة بفتح حرفي الميم والحاء وتشديد اللام، ج. محال ومحلات وأمحال. هي مؤسسة عسكرية مهمتها جمع الضرائب أو إخماد الانتفاضات الداخلية. وقد وجدت بكل من تونس والجزائر والمغرب واستمر وجودها لعدة قرون إلى القرن التاسع عشر.

## تركيبتها
يعود ظهور المحلة إلى عهد الدولة الحفصية (تونس حاليا)، وقد تبنتها أيضا الدولة العثمانية عند الدخول إلى تونس سنة 1574، واستمر وجودها حتى القرن التاسع عشر. وكانت تُنعَت في الوثائق بـالمحلة المنصورة بما يؤشر على صبغتها العسكرية. ويقود المحلة أمير يسمى «باي المحلة» أو «باي الأمحال» وهو عادة ما يكون ولي العهد، بحيث يكون خروجه على رأس المحلة فرصة للتعرف على شيوخ القبائل وأعيان البلاد، فضلا عن التمرس بالتعامل مع الانتفاضات. وتضم المحلة إلى جانب الجنود عددا من المماليك والكتاب والحجاب والحرس والخدم والأتباع بالإضافة إلى التجار وقاضي المحلة وأهل الحرف... ويلتحق بها وهي في الطريق فرسان القبائل الموالية للسلطة المركزية، بحيث قد يبلغ عدد أفرادها الألفي شخص.

## محلات منتظمة
كانت المحلة تخرج مرتين سنويا:
1. محلة الصيف: وتخرج في شهر أوت باتجاه مناطق الشمال التونسي، بعد الحصاد حيث تتولى جمع الضرائب الموظفة على إنتاج الحبوب وغيرها.
2. محلة الشتاء: وتخرج في شهر جانفي وتخرج بعد جني الزيتون والنخيل لتتجه جنوبا، لتتولى جمع الضرائب المواتية.

ولا تقتصر مهمة المحلة على جمع الضرائب وإنما تتمثل أيضا في تأمين السبل وتهدئة القبائل ، والتعرف على أعيان القبائل.

## محلة استثنائية
وإلى جانب هذه المحلة توجد محلات استثنائية تجهز لمواجهة الانتفاضات والثورات، ومن أمثلتها تلك التي جهزت في العهد المرادي في القرن السابع عشر ضد القبائل المتحصنة في جنوب البلاد وشمالها أو محلات الجنرالات التي أرسلتها الدولة إلى الساحل ومنها محلة زروق التي توجهت عام 1864 إلى الساحل التونسي حيث مارست مختلف أشكال القمع والتنكيل المصادرات، حتى أن الحبيب بورقيبة أشار إليها في أحد خطبه. كما توجهت محلة إلى الشمال إثر ثورة علي بن غذاهم أو لمواجهة غومة المحمودي بنفزاوة في عام 1857 ومثلها ضد انتفاضة القبائل في ستينات القرن التاسع عشر, وكانت جميعها محلات زجرية عقابية مؤقتة لا علاقة لها بالمحلات الموسمية المنتظمة

## إشارات مرجعية
1. ↑  سيرة مصطفى بن إسماعيل، تحقيق د. رشاد الإمام، تونس 1981، ص 53
2. ↑  http://www.republic.tn/arabe/analyses03.htm%5Bوصلة+مكسورة%5D بين الدولة الأمة والجمهورية في فكر قيادييّ الحركة الوطنية